# Richard Armitage (Politiker)

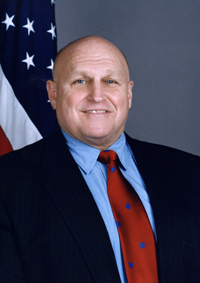
Richard Armitage (2003)

Richard Lee Armitage KCMG AC CNZM (* 26. April 1945 in Boston, Massachusetts; † 13. April 2025 in Arlington, Virginia) war ein US-amerikanischer Diplomat und Politiker (Republikanische Partei). Vom 26. März 2001 bis zum 22. Februar 2005 fungierte er als Vizeaußenminister der Vereinigten Staaten.

## Leben

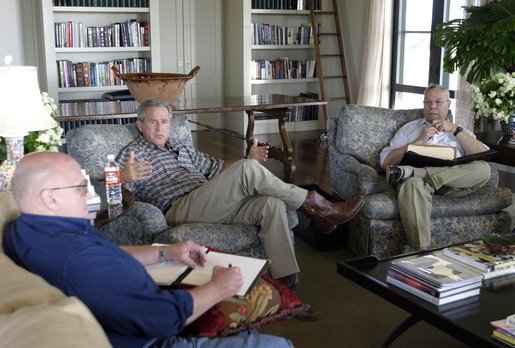
Richard Armitage, US-Präsident George W. Bush und Außenminister Colin Powell (August 2003)

Armitage absolvierte 1967 die United States Naval Academy und nahm als Offizier am Vietnamkrieg teil, danach arbeitete er für das US-Verteidigungsministerium in verschiedenen Ländern und verschiedenen Aufgaben. Von 1976 bis 1978 war er in der Privatwirtschaft tätig. Zwischen 1978 und 1980 arbeitete er für den US-Senator Bob Dole als dessen Assistent. Danach war er einer der Berater Ronald Reagans.
In den Jahren 1981 bis 1983 war Armitage Unterstaatssekretär im Verteidigungsministerium (Deputy Assistant Secretary of Defense); in dieser Funktion war er für Ostasien und den Pazifikraum zuständig. Danach stieg er zum Staatssekretär für internationale Sicherheitspolitik (Assistant Secretary of Defense for International Security Policy) auf. Diesen Posten hatte er bis 1989 inne. In diesem Jahr war er für das Amt des Staatssekretärs im Außenministerium vorgesehen; die Nominierung wurde aber zurückgezogen. Später war er als Unterhändler auf den Philippinen, im Nahen Osten und in Europa für die Regierung tätig. Seit 1993 arbeitete er wieder für die Privatwirtschaft.
Ab März 2001 diente Armitage als US-Vizeaußenminister Deputy Secretary of State unter George W. Bush. Nach den Terroranschlägen vom 11. September 2001 und den geplanten Einsätzen gegen die radikal-islamischen Taliban in Afghanistan wurde es zu einer Priorität der amerikanischen Regierung sich die Unterstützung Pakistans zu sichern, das bis zu diesem Zeitpunkt als Unterstützer des Talibanregimes galt. Bei einem Versuch diese Kooperation zu erzwingen soll Armitage dem pakistanischen Geheimdienstchef gedroht haben das Land anzugreifen, sollte es sich nicht den Forderungen der US-Regierung beugen.
Am 22. Februar 2005 legte Armitage sein Amt nieder. Sein enger Vertrauter Colin Powell reichte einen Tag nach Armitages Ausscheiden ebenfalls den Rücktritt ein.
Nach eigener Aussage auf seiner Webseite legte er das öffentliche Amt nieder, um mit vier Partnern die Firma Armitage International, L.C. zu gründen.
Nach monatelangen Spekulationen bekannte er sich im September 2006 als Quelle für die Enttarnung der CIA-Agentin Valerie Plame. Armitage hatte Valerie Plames Geheimdiensttätigkeit im Jahre 2003 als US-Vizeaußenminister an den konservativen Kolumnisten Robert Novak – als „Prinz der Dunkelheit“ verrufen – sowie an die Watergate-Legende Bob Woodward von der Washington Post lanciert. Dieser Verrat stellte nach US-Gesetzen ein schweres kriminelles Vergehen dar.
Im März 2006 wurde er in das Board of Directors des US-Energie- und -Ölkonzerns ConocoPhillips berufen.
2018 erhielt er die Ehrendoktorwürde der Keiō-Universität.
Richard Armitage war Vater von acht Kindern; sein Enkelsohn ist der Schauspieler Iain Armitage.